# ハワード・ヘスマン
ハワード・ヘスマン（Howard Hesseman,  1940年2月27日 - 2022年1月29日）は、アメリカ合衆国の俳優である。

## 来歴
1940年、オレゴン州レバノンで生まれる。ヘスマンが5歳の時に両親が離婚し、地元の高校を卒業後は同州のオレゴン大学へ進学。その後、サンフランシスコを拠点に活動していた即興コメディ劇団『ザ・コミッティ』に参加して経験を積んだ。役者として本格的な活動を開始する前は、ドン・スタディという芸名でラジオDJなども務めた。その後少しの間、ドン・スタディ名義でノークレジットながら映画へ出演したりしながらキャリアを構築。1968年のシットコムシリーズの『メイベリー110番』への出演で人気に火が付き始め、その後は役柄も徐々に大きくなっていき、映画・テレビドラマを問わず様々な作品へ出演。俳優としての地位を確固たるものにした。
1985年に公開されたシリーズ作品のコメディ映画第2作目『ポリスアカデミー2 全員出動!』では、ジョージ・ゲインズ演じるラサール校長の弟で、スティーヴ・グッテンバーグ演じる警察学校を卒業した主人公たちを受け入れる警察署長を演じている。近年ではジャック・ニコルソン主演の『アバウト・シュミット』やサンドラ・ブロック主演の『ウルトラ I LOVE YOU!』などの作品へも出演した。

## 出演作品

### 映画
- Petulia (1968)
- レモンのゆううつ Some Kind of a Nut (1968)
- 明日の壁をぶち破れ Billy Jack (1971)
- センターコートの幻影 The Christian Licorice Store (1971)
- Cisco Pike (1972)
- スティールヤード・ブルース Steelyard Blues (1973)
- おたずね者キッド・ブルー/ 逃亡! 列車強盗 Kid Blue (1973)
- シャンプー Shampoo (1975)
- プリズナーズ Prisoners (1975) ※テレビ映画
- キャッシュ Whiffs (1975)
- サンシャイン・ボーイズ The Sunshine Boys (1975)
- ドムドム・ビジョン Tunnel Vision (1976)
- ジャクソン・ジェイル Jackson County Jail (1976)
- メル・ブルックスのサイレント・ムービー Silent (1976)
- 弾丸特急ジェット・バス The Big Bus (1976)
- 決裂への道/ トルーマン対マッカーサー Collision Course: Truman vs. MacArthur (1976) ※テレビ映画
- ハワード・ヒューズ物語 The Amazing Howard Hughes (1977) ※テレビ映画
- 真夜中の向う側 The Other Side of Midnight (1977)
- 毒蜘蛛タランチュラ・死霊の群れ Tarantulas: The Deadly Cargo (1977)
- エア・サスペリア/ 401便の幽霊 The Ghost of Flight 401 (1978) ※テレビ映画
- ビル・マーレイの珍作フライド・ムービー Loose Shoes (1978)
- 犯されて… Outside Chance (1978) ※テレビ映画
- プライベイトレッスン Private Lessons (1981)
- フロリダ・ハチャメチャ・ハイウェイ Honky Tonk Freeway (1981)
- パラレル・デス/ 殺しの真相 One Shoe Makes It Murder (1982) ※テレビ映画
- ダン・アイクロイドのDr. デトロイトを探せ! Doctor Detroit (1983)
- スパイナル・タップ This Is Spinal Tap (1984)
- シークレット・ファイル Best Kept Secrets (1984) ※テレビ映画
- サイレンス・ハート Silence of the Heart (1984)
- ポリスアカデミー2 全員出動! Police Academy 2: Their First Assignment (1985)
- 殺人ゲームへの招待 Clue (1985)
- My Chauffeur (1986)
- ナビゲイター Flight of the Navigator (1986)
- 幸せへのリムジン My Chauffeur (1986)
- ビッグ・ヒート Heat (1986)
- アルカトラズ刑務所・暴動大脱獄 Six Against the Rock (1987) ※テレビ映画
- アメリカン・パロディ・シアター Amazon Women on the Moon (1987)
- ダイヤモンド・トラップ The Diamond Trap (1988)
- Murder in New Hampshire: The Pamela Wojas Smart Story (1991)
- チョコレート・スクランブル Amour et chocolat (1992)
- Little Miss Millions (1993)
- Munchie Strikes Back (1994)
- Out-of-Sync (1995)
- グリッドロック Gridlock'd (1997)
- クリスマスの2日目/ プレゼントは期限つき? On the 2nd Day of Christmas (1997)
- The Sky Is Falling (2001)
- Teddy Bears' Picnic (2002)
- アバウト・シュミット About Schmidt (2002)
- 男と女の大人可愛い恋愛法則 Man About Town (2006)
- Martian Child (2007)
- ROCKER 40歳のロック☆デビュー The Rocker (2008)
- ハロウィンII Halloween II (2009)
- ウルトラ I LOVE YOU! All About Steve (2009)
- ビッグフット 猿人 Bigfoot (2012)
- Silver Skies (2014)
- How to Become an Outlaw (2014)

### テレビドラマ
- ドラグネット Dragnet 1967 (1968)
- ローダ Rhoda (1975)
- マニックス Mannix (1975)
- Sanford and Son (1975)
- ロス警察25時 The Blue Knight (1975)
- 追跡者ハリー・オー Harry O (1975)
- 刑事バレッタ Baretta (1976)
- ラバーン&シャーリー Laverne & Shirley (1976)
- メアリー・ハートマン、メアリー・ハートマン Mary Hartman, Mary Hartman (1976 - 1977)
- Blansky's Beauties (1977)
- Dr.刑事クインシー Quincy M.E. (1977)
- ロックフォードの事件メモ The Rockford Files (1978)
- かっとび放送局WKRP WKRP in Cincinnati (1978 - 1982)
- One Day at a Time (1982 - 1984)
- ジェシカおばさんの事件簿 Murder, She Wrote (1985)
- フェアリーテール・シアター Faerie Tale Theatre (1986)
- 怪奇の館 レイ・ブラッドベリ・シアター The Ray Bradbury Theater (1992)
- バークにまかせろ Burke's Law (1995)
- 新アウターリミッツ The Outer Limits (1997)
- ふたりの男とひとりの女 Two Guys, a Girl and a Pizza Place (1998)
- ザ・プラクティス ボストン弁護士ファイル The Practice (1999)
- ザ・プリテンダー 仮面の逃亡者 The Pretender (1999)
- Touched by an Angel (2000)
- ザット'70sショー That '70s Show (2001)
- 女検死医ジョーダン Crossing Jordan (2001)
- Boomtown (2003)
- Dr.HOUSE House M.D. (2006)
- ボストン・リーガル Boston Legal (2006, 2007)
- サイク/名探偵はサイキック? Psych (2007)
- ER緊急救命室 ER (2007)
- ライ・トゥ・ミー 嘘は真実を語る Lie to Me (2010)
- CSI:科学捜査班 CSI: Crime Scene Investigation (2011)
- マイク&モリー Mike & Molly (2012)

### テレビ番組
- メイベリー110番 The Andy Griffith Show (1968)